# Mariano de Marcoartú
Mariano de Marcoartú fue un arquitecto y político español del siglo xix

## Biografía
En 1855, junto con Antonio López del Rincón, presentó un proyecto de estadística territorial. Años después, en 1868, siendo arquitecto municipal de Ávila, realizó un informe solicitado sobre el derribo en el cuartel, porque limitaba la reforma y ampliación de la calle de la Feria, y también la bóveda existente a la entrada del mismo.
En 1865, con otros republicanos, firmó el programa político Defensa de La fórmula del progreso. Fue firmante, en 1869, del Pacto Federal Castellano por la provincia de Ávila y miembro de la Junta provisional del Estado federado de Castilla la Vieja.